# Ernst Mach
Ernst Mach (ur. 18 lutego 1838 w Chrlicach koło Brna, dziś Brno-Chrlice, zm. 19 lutego 1916 w Haar koło Monachium) – austriacki uczony: fizyk, filozof i historyk nauki; profesor Uniwersytetu Wiedeńskiego, a wcześniej Uniwersytetu Karola w Pradze i Uniwersytetu w Grazu.
Mach przedstawiał empiryzm poznawczy oraz pozytywizm. Krytykował używane przez Newtona pojęcia bezwzględnej przestrzeni i czasu jako nienaukowe. To zaprowadziło Macha do pewnej hipotezy na temat bezwładności; stała się ona jedną z inspiracji dla Einsteina do stworzenia ogólnej teorii względności i została przez niego nazwana zasadą Macha.

## Życiorys
Studia wyższe ukończył w Wiedniu. W latach 1864–1867 wykładał fizykę na uniwersytecie w Grazu, następnie był wykładowcą w Pradze. W latach 1895–1901 prowadził katedrę filozofii na uniwersytecie w Wiedniu.
W późniejszym życiu deklarował się jako socjalista i ateista.
Został pochowany na Cmentarzu Północnym w Monachium.

## Dorobek naukowy

### Fizyka
W swych pracach zajmował się zjawiskami z zakresu mechaniki (zasada Macha), aerodynamiki, optyki i termodynamiki. Od jego nazwiska nazwano:
- liczbę Macha (skrót Ma),
- złudzenie optyczne – pasmo Macha.

### Filozofia nauki
Mach jako filozof jest zaliczany do empiriokrytycyzmu, zwanego też „drugim pozytywizmem”. Domagał się usunięcia z nauki pojęć „metafizycznych”, takich jak „atom”, „siła” i „przyczyna”, a także pojęć religijnych. Jego zdaniem prawa nauki są jedynie ekonomicznym opisem faktów. Podstawową regułą nauki powinna być „zasada ekonomii myślenia”: najbardziej skrótowy opis zjawisk pozwala zaoszczędzić wysiłek wkładany w przedstawianie faktów. Opis winien ograniczać się do odpowiadających wrażeniom „elementów” i ich trwalszych zespołów – „ciał”. Ten punkt widzenia kwestionował tradycyjne wymaganie stawiane nauce, aby dostarczała absolutnej wiedzy, i wpłynął istotnie na rozwój logicznego pozytywizmu.

## Krytyka
Niels Bohr uważał, że Mach przez swą krytykę atomistyki prowadzoną z pobudek metafizycznych wyrządził szkodę nauce.

## Niektóre prace
- 1883: Die Mechanik in ihrer Entwicklung historisch-kritisch dargestellt,
  - 1888: II wydanie niemieckojęzyczne,
  - 1893: The Science of Mechanics, tłum. Thomas J. McCormack, autoryzowane,
  - 1897: III wydanie niemieckojęzyczne,
  - 1901: IV wydanie niemieckojęzyczne,
  - 1902: II wydanie anglojęzyczne, podtytuł A critical and historical account of its development,
  - 1919: III wydanie anglojęzyczne.
- 1886: Die Analyse der Empfindungen,
- 1906: Erkenntnis und Irrtum (Percepcja i błąd),
- 1921: Die Prinzipien der physikalischen Optik,
  - 1926: The Principles of Physical Optics.

## Literatura
- Tadeusz Malinowski: Lotnicy świata. Warszawa: Wydawnictwa Komunikacji i Łączności, 1985. ISBN 83-206-0495-8. Brak numerów stron w książce